# Milwaukee megye
Milwaukee megye az Amerikai Egyesült Államokban, azon belül Wisconsin államban található. Megyeszékhelye és legnagyobb városa Milwaukee. Lakosainak száma 939 489 fő (2020. április 1.). Milwaukee megye Ozaukee, Racine, Waukesha, Washington, Muskegon és Ottawa megyékkel határos.

## Települései

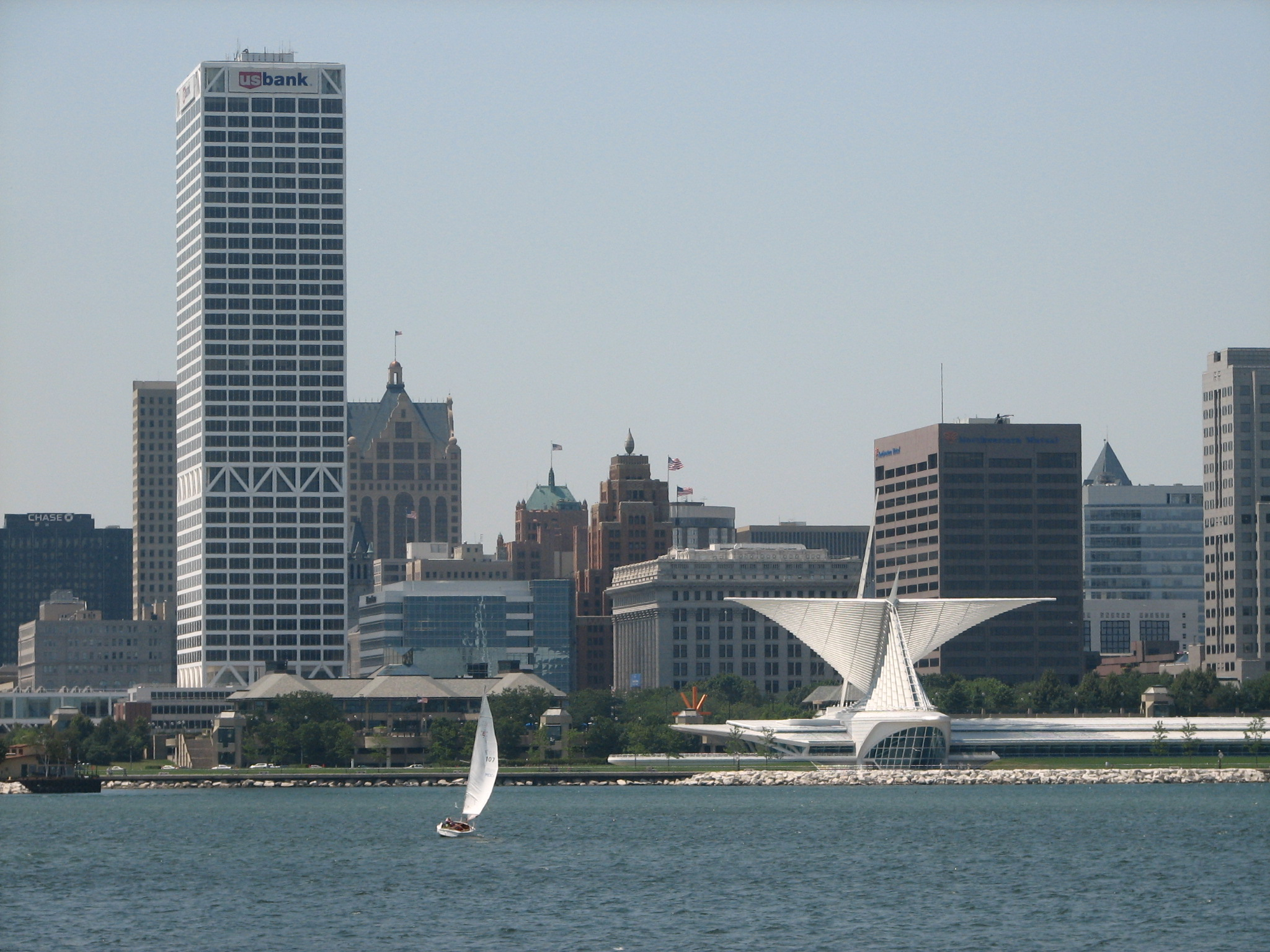
Milwaukee, Wisconsin legnagyobb városa

### Cities
- Cudahy
- Franklin
- Glendale
- Greenfield
- Milwaukee (megyeszékhely)
- Oak Creek
- South Milwaukee
- St. Francis
- Wauwatosa
- West Allis

### Községek
- Bayside (részben Ozaukee megye területén)
- Brown Deer
- Fox Point
- Greendale
- Hales Corners
- River Hills
- Shorewood
- West Milwaukee
- Whitefish Bay

### Korábbi városok, egyéb települések
- Bay View
- Good Hope
- Granville
- Lake
- New Coeln
- North Milwaukee
- Oakwood
- Root Creek
- St. Martin's]

## Népesség
A megye népességének változása:
| Lakosok száma | 948 264 | 951 566 | 954 115 | 956 023 | 957 735 | 939 489 |
|               | 2010    | 2011    | 2012    | 2013    | 2015    | 2020    |